# Kanton Sigoulès
Sigoulès is een voormalig kanton van het Franse departement Dordogne. Het kanton maakte deel uit van het arrondissement Bergerac. De gemeenten werden opgenomen in het nieuwe kanton Sud-Bergeracois, met uitzondering van Gardonne en Lamonzie-Saint-Martin die werden opgenomen in het nieuwe kanton Pays de la Force.

## Gemeenten
Het kanton Sigoulès omvatte de volgende gemeenten:
- Cunèges
- Flaugeac
- Gageac-et-Rouillac
- Gardonne
- Lamonzie-Saint-Martin
- Mescoules
- Monbazillac
- Monestier
- Pomport
- Razac-de-Saussignac
- Ribagnac
- Rouffignac-de-Sigoulès
- Saussignac
- Sigoulès (hoofdplaats)
- Thénac